# 베추아날란드 보호령

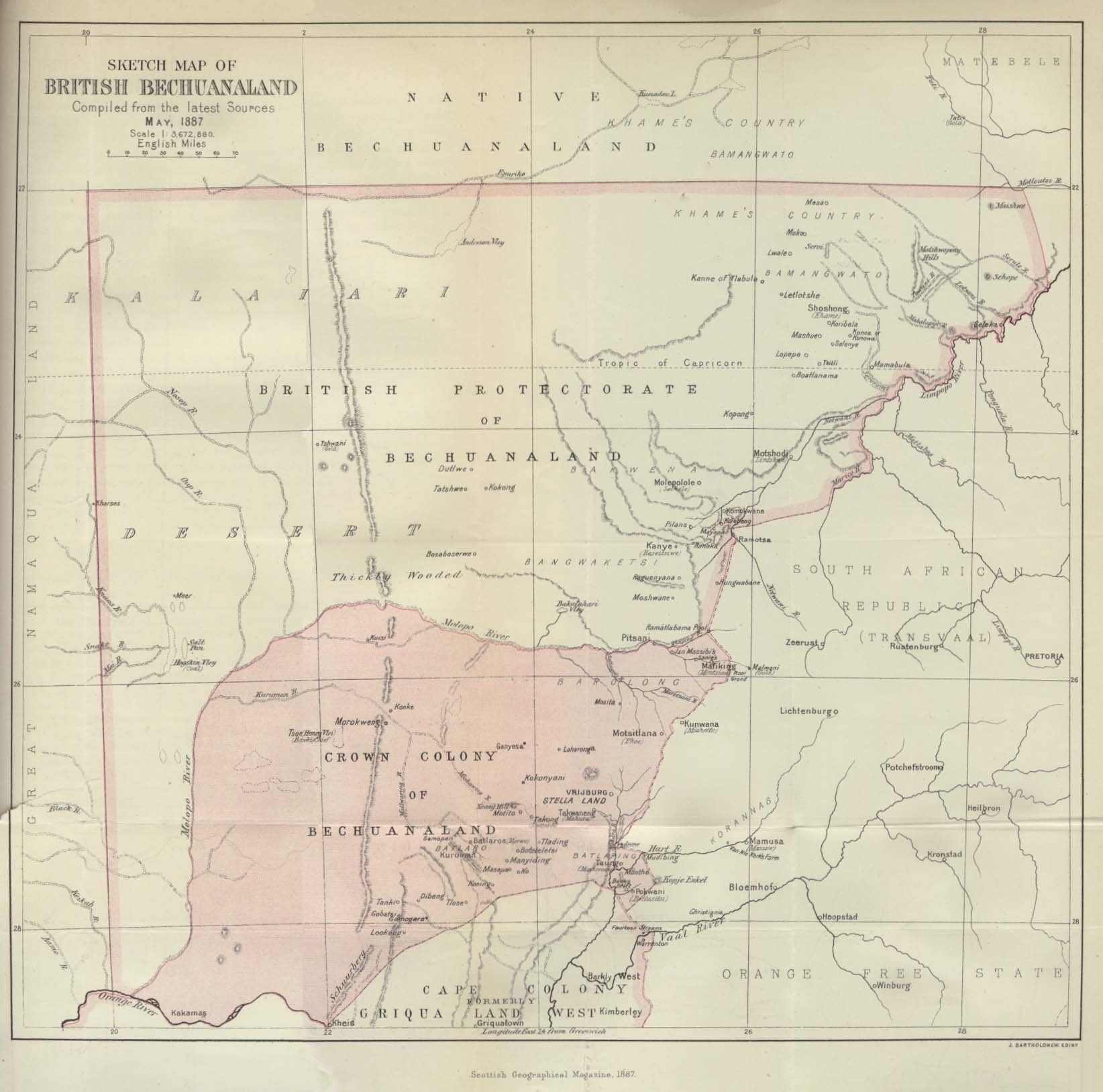
보추아날란드 왕립 식민지(분홍색 음영)와 베추아날란드 보호령(분홍색 테두리)이 표시되어 있는 1887년 지도

보추아날란드 보호령(영어: Bochuanaland Protectorate, /ˌbɛtʃuˈɑːnəlænd/)은 영국이 1885년 3월 31일 남부 아프리카에 설립했던 보호령이다. 이후 독립하여 1966년 9월 30일 보츠와나 공화국이 되었다.

## 역사
스코틀랜드 선교사 존 맥켄지(1835~1899년)는 런던 선교 협회(LMS)의 후원을 받아 1862년부터 1876년까지 쇼숑에 거주하였다. 그는, 남쪽의 보어인들이 자신들의 영토를 침범하여 아프리카인들이 위협을 받고 있다고 경고하였다. 또한 영국에서 직접 통치되는 베추아날랜드 보호령의 설립을 위해 캠페인을 벌였다. 맥켄지의 영향을 받아, 영국 정부는 1885년 1월 분쟁 지역에 대한 영국의 주권을 주장하기 위해 남아프리카에 군사 원정대를 파견하기로 결정하였다. 중령 찰스 워런 경(1840~1927년)은 케이프타운(현 남아프리카 공화국 입법 수도)에서 북쪽으로 4,000명의 제국군을 지휘하였다. 이후 여러 아프리카 족장들과 조약을 맺은 후 1885년 3월 보호령 수립을 발표하였다. 그 해 9월, 몰로포 강 남쪽의 츠와나 지방이 영국령 베추아날란드의 왕립 식민지로 선포되었다.
베추아날란드는 츠와나족의 나라(고대어 형태의 츠와나어에 -land를 더한 것에서 유래)라는 의미이며 행정 목적을 위해 두 개의 정치적 실체로 나누어졌다. 북부는 베추아날란드 보호령으로 관리되었고 남부는 영국령 베추아날란드 의 왕령 식민지로 관리되었다. 영국령 베추아날란드는 1895년에 케이프 식민지에 편입되었으며 현재는 남아프리카 공화국의 일부를 형성하고 있다.
북부 지역인 베추아날란드 보호령의 면적은 225,000 제곱마일 (580,000 km2)이었고 인구는 120,776명이었다. 이 지역에는 바망와토족, 바크웨나족, 방와케체족 등 3대 츠와나족과, 바말레테족, 바하틀라족과 같은 일부 소수 부족이 거주하고 있었다. 또한 보호령에는 산족과 마칼라카 등 이 지역의 원주민의 후손들이 살고 있었는데, 이들은 남쪽으로 이주하는 동안 츠와나족에게 쫓겨났다.
영국 정부는 원래 보호령의 행정권을 로디지아나 남아프리카에 넘길 예정이었지만, 츠와나족의 반대 세력이 1966년 독립할 때까지 보호령을 영국의 지배 하에 두었다.
베추아날란드 보호령은 기술적으로는 식민지라기보다는 보호령이었다. 원래는 이 지역 츠와나족 통치자들이 권력을 유지하였었고, 영국의 행정은 베추아날란드 국경을 다른 유럽의 식민지 사업으로부터 보호하기 위한 경찰력에만 국한되었었다. 그러나 1891년 5월 9일 영국 정부는 보호령 행정권을 남아프리카 고등판무관에게 넘기고 베추아날란드에 공무원을 임명하기 시작하였다.
보호령은 마피켕에서 관리되었는데, 이로 인해 영토의 수도가 영토 밖에 위치하는 특이한 상황이 발생하였다. 마피켕 지역(1980년 보푸사츠와나 마피켕에 편입되어 2010년 이후 마피켕으로 명칭 변경)은 '제국 보호구역'으로 불렸다. 1885년 보호령이 선포되었을 때 베추아날랜드는 북쪽으로 남위 22도에 접해 있었다. 보호령의 북쪽 경계는 1890년 6월 30일 당시 타와나주가 지배하고 있던 응가밀랜드를 포함하도록 영국에 의해 공식적으로 북쪽으로 확장되었다. 이 주장은 헬골란트-잔지바르 조약 제3조에 따라 다음날 독일에 의해 공식적으로 인정되었으며, 이 조약에서는 영국 보호령인 베추아날란드와 독일의 남서아프리카 보호령의 서쪽 경계를 확인하였으며 또한 현대 나미비아가 상속받은 카프리비 지구를 만들었다.
영국 관리들은 1894년까지 응가밀랜드 지역에 도착하지 않았다.
1911년 1월 21일의 타티 양보 토지법은 새로운 동부 영토를 보호령으로 이전하였다. 이 지역은 원래 마타벨렐란드 가 영유권을 주장한 지역다. 1887년 영국의 세실 로즈를 위해 일하던 사뮤엘 에드워즈는 광산 채굴권을 얻었고, 1895년에는 영국 남아프리카 회사가 그 지역을 인수하려 시도하였만, 츠와나족 추장인 바토엔 1세, 카마 3세, 세벨레 1세가 런던을 방문하여 항의하였다. 이 지역은 현대 보츠와나의 북동부 지역을 형성한다.
또한, 남부 베추아날란드는 1890년대 아프리카 소역병의 영향을 크게 받아 경제가 일시적으로 피해를 입기도 하였다.

## 정치

### 공직자

남부 아프리카 고등판무관의 깃발

베추아날란드 보호령은 고등 판무관의 영토 중 하나였으며, 나머지는 바수톨란드(현 레소토)와 스와질란드(현 에스와티니)였다. 고등판무관은 총독의 일부 기능을 가지고 있었지만 주요 부족들은 자치권을 가지고 있었고 보호령은 영국의 영토가 아니었기 때문에 백인 정착이 불가능하였다.

### 우표
베추아날랜드 우표는 1888년부터 1966년까지 발행되었다. 1932년까지 오버프린트 우표가 발행되었고, 이 때 '베추아날랜드 보호령'이라는 문구가 새겨진 최초의 우표가 발행되었다. 1961년 2월 14일 남아프리카 공화국 랜드가 도입되었지만, 새 우표가 발행될 때까지는 기존의 정식 우표에 추가 요금을 부과하였다.

우표 사진
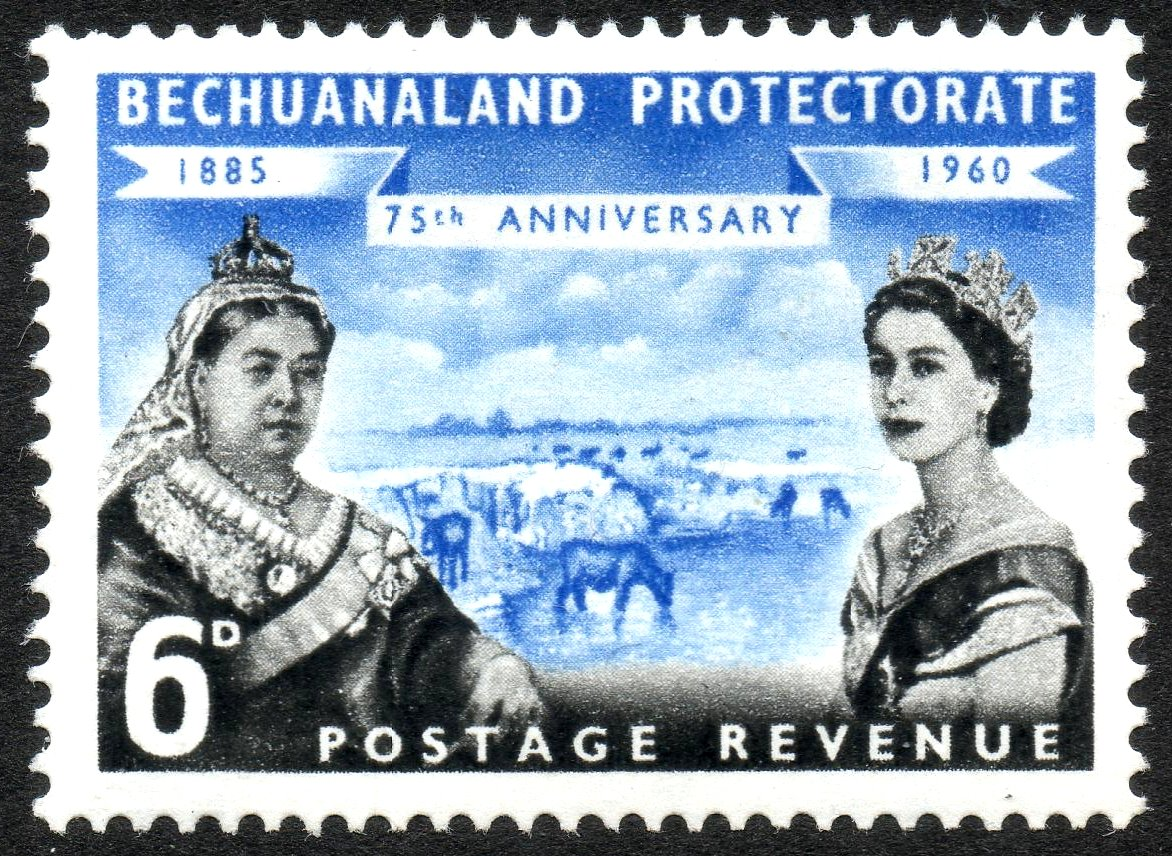
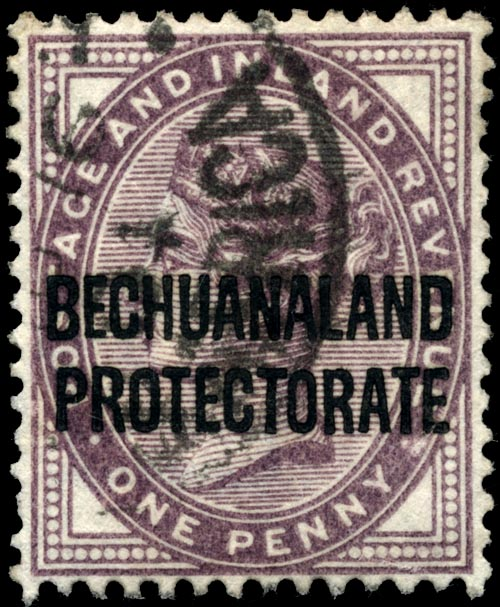
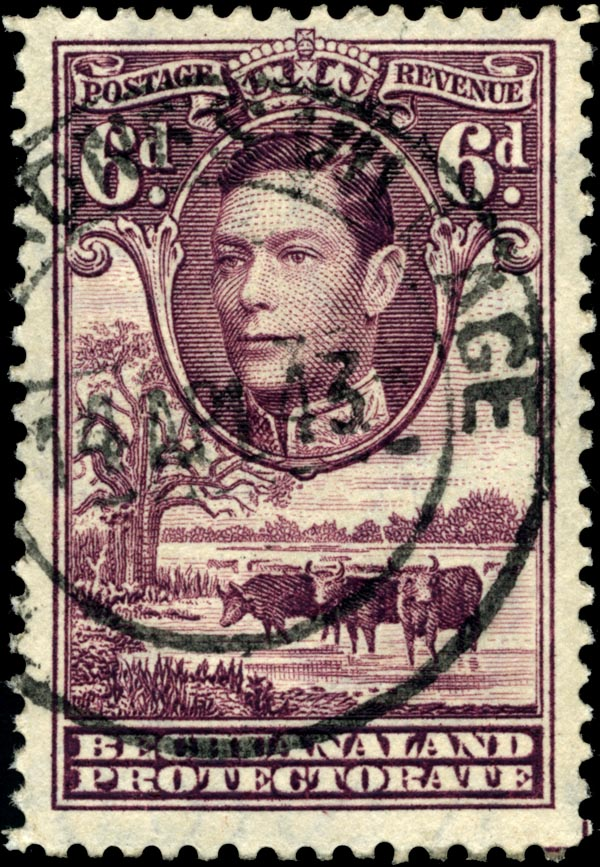
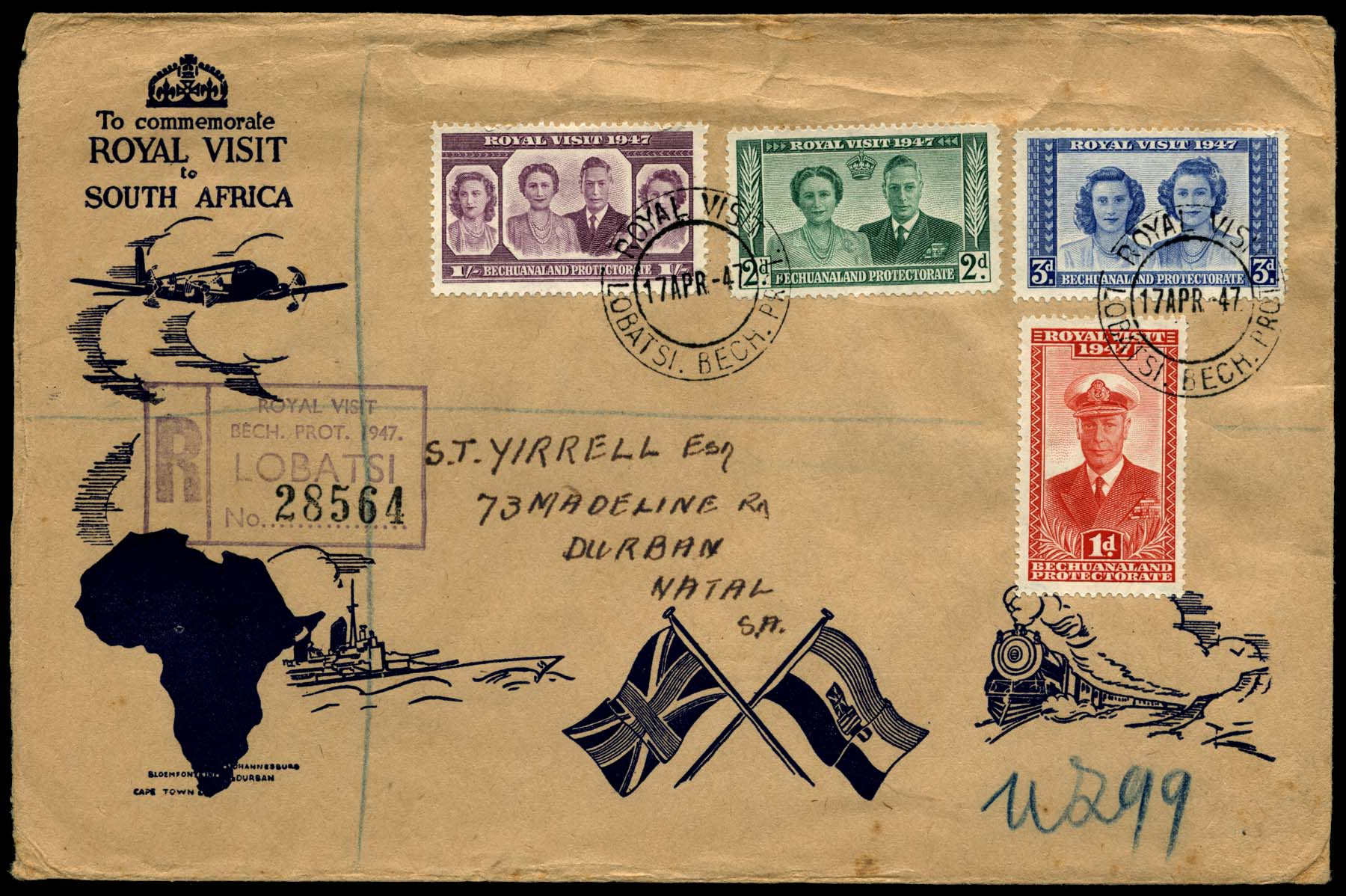
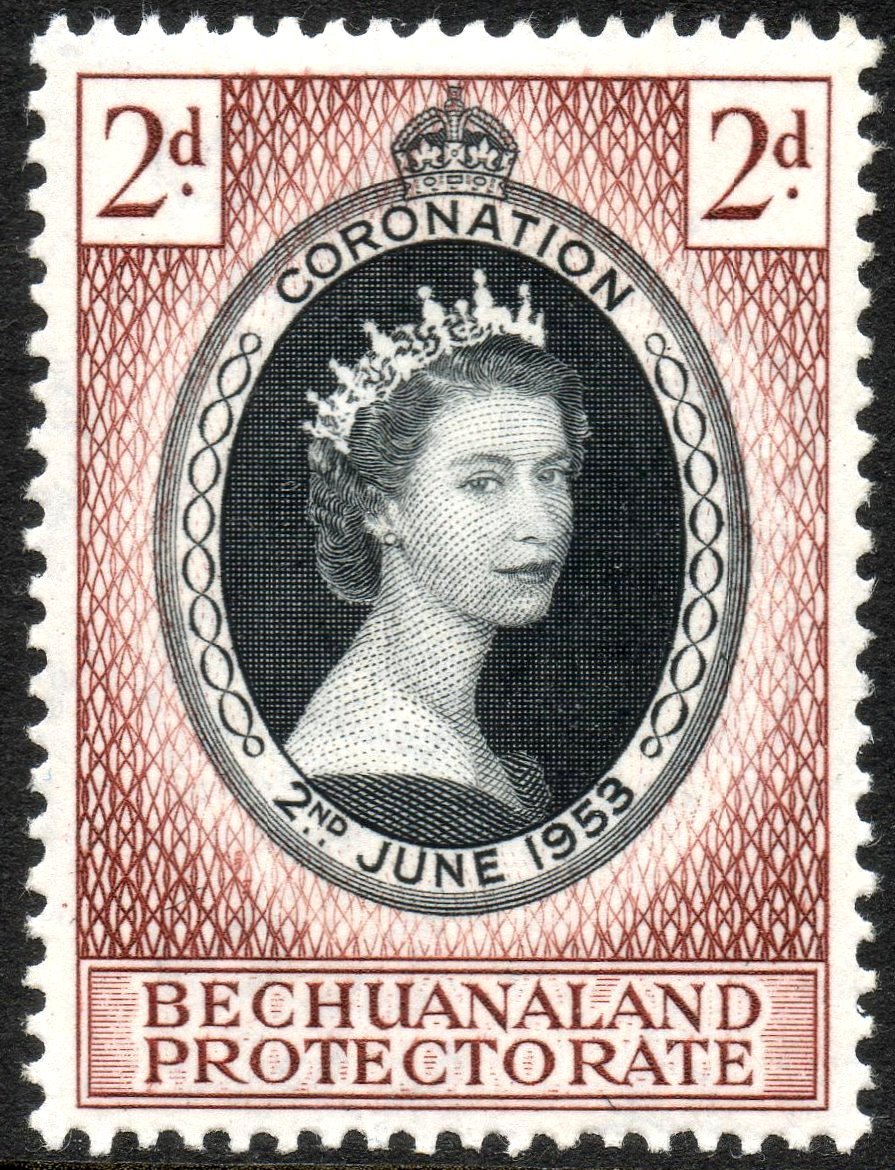

## 같이 보기
- 보츠와나의 역사